# Proceso predictible
En análisis estocástico y teoría de la probabilidad, un proceso predictible es un tipo de proceso estocástico cuyo valor se puede conocer de antemano a partir de los valores del pasado. Los procesos predictibles forman la clase más pequeña posible que es cerrada bajo límites de sucesiones (es decir, el límite de una sucesión de procesos predictibles es a su vez un proceso predictible) y que contiene todos los procesos adaptados que además son continuos por la izquierda.

## Definición matemática

### Procesos discretos en el tiempo
Dado un espacio de probabilidad filtrado {\displaystyle (\Omega ,{\mathcal {F}},({\mathcal {F}}_{n})_{n\in \mathbb {N} },\mathbb {P} )}, entonces un proceso estocástico {\displaystyle (X_{n})_{n\in \mathbb {N} }} es predictible si {\displaystyle X_{n+1}} es medible con respecto a la σ-álgebra {\displaystyle {\mathcal {F}}_{n}} para cada n.

### Procesos continuos en el tiempo
Dado un espacio de probabilidad filtrado {\displaystyle (\Omega ,{\mathcal {F}},({\mathcal {F}}_{t})_{t\geq 0},\mathbb {P} )}, entonces un proceso estocástico continuo {\displaystyle (X_{t})_{t\geq 0}} es predictible si {\displaystyle X}, considerado como una aplicación de {\displaystyle \Omega \times \mathbb {R} _{+}}, es medible con respecto a la σ-álgebra generada por todos los procesos adaptados y continuos por la izquierda.

## Ejemplos
- Todo proceso determinista es un proceso predictible.[cita requerida]
- Todo proceso adaptado y continuo en el tiempo que sea continuo por la izquierda es un proceso predictible.[cita requerida]